# Leopoldo Verona
Leopoldo José Verolín, más conocido como Leopoldo Verona (Buenos Aires, 24 de septiembre de 1931 - ibídem, 14 de julio de 2014) fue un actor teatral, cinematográfico y televisivo argentino.

## Carrera
Leopoldo Verona fue un distinguido primer actor teatral que incursionó notablemente en la pantalla grande con actores de la talla de Aída Luz, Joe Rígoli, Aldo Barbero, Hilda Bernard, Dringue Farías, Beatriz Bonnet, Olinda Bozán, Dora Baret y Pepe Soriano. Mientras que en teatro lo hizo con Alfredo Alcón, Iris Marga, Perla Santalla, Danilo Devizia, Alfonso De Grazia, Víctor Laplace, Mario Alarcón, Luis Brandoni, Zulema Katz, Tina Helba y Fernanda Mistral, entre otros.
En televisión tuvo varias participaciones en decenas de telenovelas y ciclos teatrales siendo uno de los más recordados su personaje de Padre Daniel en la tira Andrea Celeste protagonizada por Andrea del Boca.
De sólida formación, estuvo casado desde la década de los 60 con la actriz Dora Prince.
En teatro llevó a recorrer casi todos los grandes títulos de la dramaturgia internacional al formar parte, durante muchos años, del elenco estable del Teatro San Martín.
Leopoldo Verona falleció el 14 de julio de 2014 a los 82 años de edad, víctima de una larga enfermedad . Sus restos fueron velados, y finalmente incinerados en el Cementerio de la Chacarita.

## Filmografía

### Cine
- 1964: Voy a hablar de la esperanza.

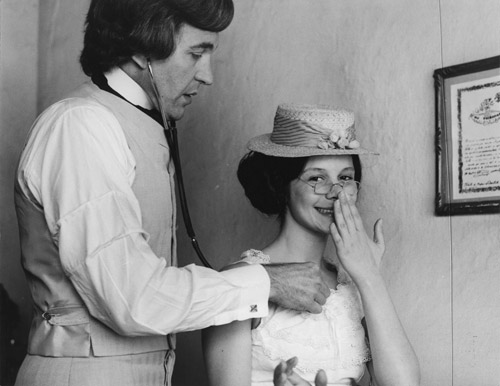
Leopoldo Verona junto a Luisina Brando (1945-) en la película Los gauchos judíos (1974).

- 1966: Necesito una madre.
- 1971: En una playa junto al mar.
- 1974: La flor de la mafia.
- 1974: Los gauchos judíos.[5]

### Televisión
- 1965: Su comedia favorita.
- 1971: Narciso Ibáñez Menta presenta.
- 1971: El Teleteatro de Alberto Migré.
- 1971: Nacido para odiarte.
- 1973: La novela mensual.
- 1974: La casa, el teatro y usted .
- 1975/1976: Alguna vez, algún día.
- 1979: Andrea Celeste.
- 1982: Los siete pecados capitales.
- 1989: La extraña dama.
- 1991/1992: Cosecharás tu siembra.
- 1992: El oro y el barro.
- 1993: Alta comedia.
- 1992: El precio del poder serie de television
- 1993/1996: Mi cuñado.[6]

## Teatro
- Cada uno de nosotros (1963).
- Panorama desde el puente (1964).
- Stefano (1965).
- El charlatán de Venecia (1968).
- Un día en la muerte de Joe Egg (1970), de Peter Nichols.[7]
- La invitación al castillo (1971).
- 300 millones (1973), de Roberto Arlt.
- La nona (1978).
- La dama duende (1976).
- Historia de la Danza (1977),  dirigida por Esther Ferrando.
- Don Juan (1977/1978).
- Hamlet (1980).
- El organito (1980/1982).
- El mago (1981/1982).
- El burgués gentilhombre (1982).
- Pasión y muerte Silverio Leguizamón (1983).
- Galileo Galilei (1984).
- Happy end (1985).
- Las brujas de Salem (1987).
- Muñeca (1988).
- El burlador de Sevilla (1989).
- Peer Gynt (1989).
- Tamara (1990/1994).
- Comedia negra (1993).
- Jettattore .
- Némesis
- Edilicia. Acción teatral electrodoméstica para vecinos y bolsas de basura (2002).
- Desde el jardín (2005).